# Plebania Wólka
Plebania Wólka (niem. Pfarrsfeldchen) – osada w Polsce położona w województwie warmińsko-mazurskim, w powiecie ostródzkim, w gminie Morąg.
W latach 1975–1998 miejscowość administracyjnie należała do województwa olsztyńskiego. W roku 1973 jako majątek Plebania Wólka należała do powiatu morąskiego, gmina i poczta Morąg.
W pobliżu Plebaniej Wólki, 25 stycznia, rozegrała się Bitwa pod Morągiem początkująca kampanię napoleońską roku 1807 w Prusach. We wsi znajdował się stary dąb – dawniej przez ludność miejscowa nazywany „dębem napoleońskim”, gdyż według przekazu pod tym drzewem cesarz Francji przyjmował paradę swoich wojsk, przed rozpoczęciem kampanii wojennej w roku 1807.